# Jan Mukařovský
Jan Mukařovský (Písek, Bohèmia Meridional, 11 de novembre de 1891 - Praga, Txecoslovàquia, 8 de febrer de 1975) fou un lingüista i teòric literari txec. Va ser catedràtic a la Universitat Carolina de Praga. Formà part del Cercle Lingüístic de Praga. És reconegut per les seves aportacions al Formalisme rus a l'Estructuralisme. És reconegut per la seva associació amb el Cercle Lingüístic de Praga i l'estructuralisme primerenc. Influït per les idees del formalisme rus i per la noció de signe del lingüista suís Ferdinand de Saussure, va tenir una profunda influència en la teoria literària estructuralista i postestructuralista, comparable amb la del lingüista nord-americà d'origen rus Roman Jakobson.

## Obres
- Dějiny české literatury (1959 – 1961), «Història de la literatura txeca», editor, tres volums.
- Aesthetic Function, Norm and Value as Social Facts (1970).
- Studien zur strukturalistischen Ästhetik und Poetik (1974).
- On Poetic Language (1976).
- The Word and Verbal Art: Selected Essays (1977).
- Kapitel aus der Ästhetik (1978).
- Structure Sign and Function: Selected Essays (1978).